# فرانك ساندر
فرانك ساندر (بالإنجليزية: Frank Sander)‏ هو أكاديمي أمريكي، ولد في 1927، وتوفي في 25 فبراير 2018.

## وصلات خارجية
- فرانك ساندر على موقع ديسكوغز (الإنجليزية)